# André Le Nôtre
André Le Nôtre (12 tháng 3 năm 1613 – 15 tháng 9 năm 1700, đôi khi được viết André Le Nostre) là một kiến trúc sư cảnh quan người Pháp. Ông là người chịu trách nhiệm việc thiết kế và xây dựng khu vườn Versailles, một tác phẩm đỉnh cao của vườn kiểu Pháp hay jardin à la française. Trước đó, Le Nôtre cùng với Charles Le Brun cũng đã thiết kế khu vườn của lâu đài Vaux-le-Vicomte. Các tác phẩm khác của ông có thể kể tới vườn của các lâu đài Chantilly, Fontainebleau, Saint-Cloud và Saint-Germain.